# Distrito de Sambalpur
Sambalpur (en oriya: ସମ୍ବଲପୁର ଜିଲା) es un distrito de la India en el estado de Orissa. Código ISO: IN.OR.SA.
Comprende una superficie de 6702 km².
El centro administrativo es la ciudad de Sambalpur.

## Demografía
Según censo 2011 contaba con una población total de 1044410 habitantes, de los cuales 514 986 eran mujeres y 529 424 varones.